# سایه مار
 سایه مار (به انگلیسی: The Serpent's Shadow) جلد سوم و آخرین جلد مجموعه وقایع نگاری کین اثر ریک ریوردن است.
سایه مار توسط انتشارات تایتان در تاریخ ۴ می ۲۰۱۰ چاپ شده است.